# Hermandad del Resucitado (Andújar)
La Hermandad del Resucitado es una hermandad y cofradía de culto católico de la ciudad española de Andújar (Jaén). Su nombre completo es Cofradía de Cristo Resucitado. Tiene su residencia canónica en la iglesia parroquial de San Eufrasio. Fue fundada como grupo parroquial en 2004.

## Historia
La idea de crear una hermandad de Cristo Resucitado surge en el seno de la parroquia de San Eufrasio. Recibió el apoyo decidido del párroco, Antonio Garrido, desde el principio. Su primera salida procesional se produjo en 2006. En el año 2007 son aprobados sus estatutos y se convierte en hermandad y cofradía de nazarenos. Comparte sede canónica con la Hermandad de San Eufrasio, patrón de la ciudad y de la diócesis de Jaén. En el año 2015, ambas corporaciones se trasladaron al nuevo templo parroquial, realizándose para ello una procesión extraordinaria que recorrió varias calles del barrio. Tuvo la particularidad de que Jesús Resucitado procesionó de noche, cuando lo normal es verlo en las calles de Andújar en horario de mañana.
La cofradía está muy implicada en la vida parroquial. Organiza un “desayuno solidario” para colaborar con Cáritas y una convivencia de hermanos coincidiendo con el Domingo de la Misericordia. Al margen de los cultos establecidos en sus reglas, edita cartel anual y mantiene un Facebook que usa como cauce de comunicación con sus hermanos. 

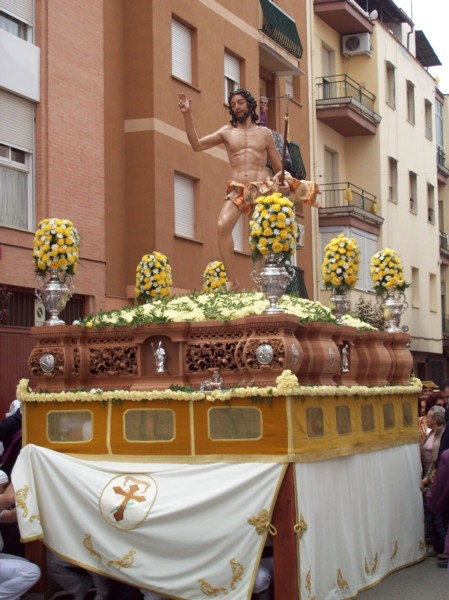
Jesús Resucitado en su paso procesional

## Pasos
Paso de Nuestro Señor del Señor Resucitado. La imagen de Jesús Resucitado es obra del escultor Manuel López Pérez (2006). El paso es del tallista cordobés Manuel Aroz Lamarca. El paso es portado por cuadrilla de hermanas y hermanos costaleros. Como acompañamiento lleva una banda de tambores y cornetas.

## Sede canónica
Iglesia parroquial de San Eufrasio, bendecida en el año 2015  para atender las necesidades espirituales de los barrios de San Eufrasio-Huerta Maroto y Puerta de Madrid. Anteriormente, la parroquia se encontraba en los bajos de un edificio de pisos de la calle La Palma, desde donde iniciaba su estación penitencial la Hermandad en sus primeros años.

## Traje de estatutos
Los nazarenos visten túnica de color blanco roto, con botonadura, cíngulo y antifaz de color oro viejo, portando báculos de madera rematados en una cruz. La procesión también se acompaña de un cuerpo de caballeros con traje oscuro y cuerpo de mantillas ataviadas con la clásica mantilla española de color blanco o negro y traje de color claro.

## Marchas dedicadas a la Hermandad
- “Entre Luz y Esperanza”, Antonio Amodeo (2010).